# 하야미 사오리
하야미 사오리(일본어: 早見 沙織 はやみ さおり[*], 1991년 5월 29일 ~ )는 일본의 여자 성우와 가수이다. 아임 엔터프라이즈 소속. 도쿄도 출신.

## 개요

### 내력
초등학교 4학년때「성우」라는 직업을 알게 되었고 이를 장래희망으로 삼았다. 중학교 1학년이 된 2004년 4월, 일본 나레이션 연기 연구소의 주니어 성우 클래스에 입학.
주니어 성우 클래스 입학 2년째인 2006년 3월, 아임 엔터프라이즈의 오디션에 합격한다. 처음 맡은 일은『초겨울의 따뜻한 날씨』의 드라마CD. 그 뒤 2007년에 애니메이션 『도하월탄』의 히로인 카와카베 모모카역으로 애니메이션에 데뷔한다. 2008년 4월 일본 나레이션 연기 연구소의 제 1회 클래스로 진학하고, 같은해 10월 라디오돗토아이의 헤세이 출신 첫 퍼스널리티가 되었다.

### 특성
투명감 있는 목소리가 특징. 어린 소녀부터 10대 소녀, 차분한 역부터 명랑하고 활기찬 역, 내성적이고 순정한 역까지 연기한다. 빈도는 적지만, 소년역을 맡은적도 있다. 또, 정령 (세키레이), 인어 (세븐 고스트), 천사 (하늘의 유실물), 무녀 (우리 집의 여우신령님.) 등의 신비한 캐릭터를 연기하는 경우도 많다.
역할에 따라선 목소리의 구분으로 다른 인상을 주고 있어, 『동쪽의 에덴』에서는 「선생님 역의 부드러움과 상냥함을 목소리로 표현할 수 있도록 노력했다」 고 공언하고 있다.
음악활동으로는 캐릭터 송을 부르는 경우가 많고 그 외에 2009년에는 『하늘의 유실물』에서 요시다 히토미와의 유닛 「blue drops」으로도 활동한 바 있다.

### 인물
가족구성은 아버지, 어머니와 3명이고, 애완동물로 토끼를 기르고 있다. 취미는 피아노, 요리, 음악감상, 영화감상. 수사물이나 서스펜스물을 무척 좋아해, 라디오에서 드라마 『파트너』 시리즈의 열혈 팬이라는 것을 밝힌 적이 있다.
어린 시절부터 그림이나 수영, 테니스 등 여러가지를 배우고 있었으나 스포츠는 오래 이어지지 못했고, 유일하게 계속 하고 있는 것이 유치원때 시작한 피아노였다. 참고로 그림의 경우, 초등학교 시절 아시안 게임에서 금상을 수상한 적이 있다. 평소 착실한 편으로 예의바른 성격. 또한, 연기에 대해 높은 의식과 재능을 가지고 있어 선배 성우나 애니메이션 스태프들의 평가도 좋은 편이다. 같은 사무소에 소속되어 있는 마지마 준지는 데뷔한지 얼마 되지 않은 하야미를 녹음현장에서 봤을 때, 『우리 사무소는 걱정없겠구나.』 라고 말했다고 한다. 어릴 때부터 노래를 좋아하고, 어머니와 차를 타면 항상 카오디오에 테이프를 넣고 큰 소리로 노래를 불렀다. 그랬더니 「지금, 음이 벗어났다」 같은 노래의 지도를 알게 해 주었다고 말한다. 재즈 보컬을 하고 있는 어머니의 권유로 중학교때 재즈 보컬을 배우기 시작했다. 라디오에선 가끔 구로야나기 데쓰코나 안토니오 이노키, 고다마 기요시 등의 흉내를 내는 경우가 있다. 또한, 『세이레이 라디오』에서 공개한 구로야나기 데쓰코의 흉내는 DVD 「세키레이 육」에 수록된 OVA에 소재로 사용되고 있다.

## 출연작품
※ 굵은 글자로 표시된 배역은 주역과 메인캐릭터

### TV 애니메이션
2007년
- 도화월탄 (카와카베 모모카)
- 클라나드 (여학생)

2008년
- 세키레이 (무스비)
- 사후편지 (애인 #5)
- 신령사냥/고스트 하운드（여자 초등학생 A）
- 우리 집의 여우신령님 (코우)
- Monochrome Factor (여학생)

2009년
- 세븐 고스트 (라젯트, 미카게(브르퍄), 타지오, 시스타, 미카게의 여동생)
- 동쪽의 에덴 (모리미 사키)
- 바스쿼시! (바이올렛)
- 속삭임 (니시키기 치즈카)
- 첫사랑 한정（여학생 A #5）
- 포켓몬스터 다이아몬드&펄 (루루)
- 하늘 가는 대로 (야라이 사요, 어린 시절:오오야기 사쿠 (어린 시절))
- 하늘의 유실물 (이카로스)

2010년
- 내 여동생이 이렇게 귀여울 리가 없어 (아라가키 아야세)
- 레이디×버틀러! (훠우 스이란)
- 바쿠만 (아즈키 미호)
- 세키레이2기 ~pure engagement~ (무스비)
- 신만이 아는 세계 (하쿠아 드 로트 헬미니움)
- 스타 드라이버 빛의 타쿠토 (아게마키 와코)
- 엠엠! (유우노 아라시코)
- 오오카미 씨와 7명의 동료들 (하이바라 카카리)
- 전설의 용자의 전설 (쿠쿠)
- 칼 이야기 (사라바 코우샤)
- 하늘의 유실물 ~포르테~ (이카로스)

2011년
- 기동전사 건담 AGE (유린 루셸)
- 그날 본 꽃의 이름을 우리는 아직 모른다 (츠루미 치리코 <츠루코>)
- 날아라 호빵맨 (컵 케익 양)
- 돌아가는 펭귄드럼 (쿠보 아사미)
- 모리타 씨는 과묵해 (미우라 치히로)
- 벨제바브 (카시노 이사후유)
- 세계 제일의 첫사랑 2 (여학생)
- 소프테니 (나구모 시호)
- 신만이 아는 세계 II (하쿠아 드 로트 헬미니움)
- 스켓 댄스 (오구라 메구미[6])
- 바쿠만 2 (아즈키 미호)

2012년
- 페어리 테일 (카구라 미카츠키)
- 가짜 이야기니세모노가타리 (오노노키 요츠기)
- 내 여동생이 이렇게 귀여울 리가 없어 TRUE ROUTE 스페셜판 (아라가키 아야세)
- 맹렬 우주해적 (밀레네 셀튼)
- 빙과 (쥬몬지 카호)
- 소드 아트 온라인 (사치)
- 전국 콜렉션 (센노 리큐)
- 바쿠만 3 (아즈키 미호)
- 사쿠라장의 애완그녀 (카미이구사 후우카)
- 초역 백인일수 우타코이 (후자와라노 다카이코)
- 토탈 이클립스 (타카츠카사 쿄코)
- TARI TARI (오키타 사와)
- 이니셜 D 피프스 스테이지 (우에하라 미카)

2013년
- 내 여동생이 이렇게 귀여울 리가 없어 (아라가키 아야세[7])
- RDG Red Data Girl (스즈하라 이즈미코[8])
- 신만이 아는 세계 여신편 (하쿠아 드 로트 헬미니움)
- 절대방위 레비아탄 (레비아탄[9])
- 건담 빌드 파이터즈 (아이라 유루키아이넨)
- 모노가타리 시리즈 세컨드 시즌 (오노노키 요츠기)
- 역시 내 청춘 러브코메디는 잘못됐다. (유키노시타 유키노[10])
- 연애랩 (스즈의 언니)

2014년
- 버디 컴플렉스 (유미하라 히나/히나 랴잔)
- 노라가미 (츠유)
- 주문은 토끼입니까? (아오먀마 블루마운틴)
- 신들의 장난 (쿠사나기 유이)
- 마법과고교의 열등생 (시바 미유키)
- 소울 이터 Not! ( 아냐 햅번)
- 만화가랑 어시스턴트랑 (아시스 사호토)
- 이니셜 D Final Stage (우에하라 미카)
- 글래스립 (타카야마 야나기)
- 단칸방의 침략자!? (루스카니아·나이·파르돔시하)
- 걸프렌드(베타) (카제마치 하루카)
- 이능배틀은 일상계 속에서 (쿠시카와 하토코)
- 4월은 너의 거짓말 (이가와 에미)
- 츠키모노가타리 (오노노키 요츠기)

2015년
- 아이돌 마스터 신데렐라 걸즈 (타카가키 카에데)
- 롤링☆걸즈 (마메치요)
- 총황무진의 파프니르 (타치카와 호노카)
- 야마다와 7명의 마녀 (시라이시 우라라)
- 종말의 세라프 (히이라기 시노아)
- 역시 내 청춘 러브코메디는 잘못됐다 속 (유키노시타 유키노)
- 울려라! 유포니엄 (오가사와라 하루카)
- 던전에서 만남을 추구하면 안 되는 걸까 (류 리온)
- SHOW BY ROCK!! (아(阿))
- 빨강머리 백설공주 (백설(시라유키))
- 주문은 토끼입니까?? (아오야마 미도리)
- 종말의 세라프 PART 2 (히이라기 시노아)

2016년
- 무채한의 팬텀 월드 (이즈미 레이나)
- 마법사 프리큐어! (하짱/하나미 코토하/큐어 페리체)

2017년
- 유녀전기 (비샤)

2019년
- 귀멸의 칼날 (코쵸우 시노부)

2020년
- 아픈 건 싫으니까 방어력에 올인하려고 합니다 (카즈미)
- 역시 내 청춘 러브코메디는 잘못됐다 완(유키노시타 유키노)

2023년
- 제물공주와 짐승의 왕 (아나스타시아)

### OVA
2007년
- 코하루비요리 (미도 스미레)

2009년
- 첫사랑 한정 OVA (여학생, 여자부원 B)

2010년
- 괴물왕녀 「어둠의 공주」(공주)
- 작안의 샤나 S (우가키 세이코)
- 하늘의 유실물 (이카로스)
- 마징가이저 SKL (유우키 츠바사)
- 안경쓴 그녀 (키무라 미즈키)

2011년
- 에어 기어 검은 날개와 잠자는 숲 -Break on the sky- Trick2 (나카야마 야요이)
- 괴물왕녀 「특급왕녀」（공주）
- 괴물왕녀 「외딴 섬 공주」（공주）
- 모리타 씨는 과묵해 (미우라 치히로)

2012년
- A채널+smile (친구 A)
- 그대가 있는 마을 (칸자키 나나미)
- 유성 렌즈 (윳코)
- 원오프 -one off- (카브라기 사요)

### 극장판 애니메이션
2009년
- 동쪽의 에덴 총집편 Air Communication (모리미 사키)
- 동쪽의 에덴 극장판 I The King of Eden (모리미 사키)

2010년
- 동쪽의 에덴 극장판 II Paradise Lost (모리미 사키)
- 극장판 NARUTO -나루토- 질풍전 The Lost Tower (사라)
- 극장판 Fate/stay night UNLIMITED BLADE WORKS (아나운서)

2011년
- Xi AVANT (수수께끼의 소녀)
- 극장판 하늘의 유실물 -시계태엽의 엔젤로이드- (이카로스)
- 영원의 쿠온 (키리)
- 만능야채 닝닝맨 (마리양)

2012년
- 코드기어스 망국의 아기토 (힐다 훼이건[11])

2013년
- 극장판 그날 본 꽃의 이름을 우리는 아직 모른다 (츠루미 치리코 {츠루코}[12])
- 스타 드라이버 THE MOVIE (아게마키 와코[13])

2014
- 극장판 하늘의 유실물 - 영원한 나의 새장- (이카로스)

2015
- 보루토: 나루토 더 무비 (우즈마키 히마와리)

2016
- 극장판 울려라! 유포니엄 (하루카)
- 목소리의 형태 -聲の形- (니시미야 쇼코)

2017
- 걸즈 앤 판처 최종장 제1화

2018
- 프리큐어 슈퍼 스타즈!
- 속 오와리모노가타리 (오노노키 요츠기)
- 극장판 하이카라씨가 간다 후편 ~꽃의 동경대 로망~
- 극장판 도라에몽: 진구의 보물섬 (비비)

2019
- 유녀전기 극장판 (비샤)
- 던전에서 만남을 추구하면 안 되는 걸까? -오리온의 화살- (류 리온)
- 극장판 누구를 위한 알케미스트 (클로에)

2020
- 귀멸의 칼날: 주합회의·나비저택 편 (코쵸우 시노부)
- 귀멸의 칼날: 나타구모산 편 (코쵸우 시노부)

2023
- 극장판 SPY×FAMILY CODE: White (요르 포저)
- 극장판 여성향 게임의 파멸 플래그밖에 없는 악역 영애로 환생해버렸다... (마리아 캠벨)
- 극장판 프리큐어 올스타즈 F (큐어 펠리체)

2024
- 극장판 오버로드 성왕국편 (칼카)

### 게임
2007년
- SD건담 GGENERATION SPIRITS (네리 올슨)
- 지오테일 (마키타 야요이, 칸노 스에바)
- ♂더!! 연애주의♀ 「Boreas」 (기하라 치호)

2009년
- 러브플러스 (타카네 마나카)
- 아크 사인 (신관 유이 역）
- 세키레이 ~미래로부터 온 선물~ (무스비）
- 란시마 이야기 레어랜드 스토리 소녀의 약정 (페이）

2010년
- 팡야 (에리카)
- 마벨 VS 캡콤 3 (레이-레이)
- 러브플러스+ (타카네 마나카)

2011년
- 테일즈 오브 엑실리아 (레이아 롤랜도)
- 뉴 러브플러스 (타카네 마나카)

2012년
- 엑스-트루퍼즈 (티키)

2013
- 아이돌 마스터 신데렐라 걸즈 (타카가키 카에데)
- 걸프렌드(베타) (카제마치 하루카)

### 라디오
- 세키레이 라디오 (애니메이션 공식사이트에서 방송, 2008년 5월 16일 - 12월 26일)
- 라디오닷아이 하야미 사오리의 포지티부~달콤한 방과후 (BBQR / 초! A&G+ / 니코니코동화 애니메이션 채널에서 방송, 2008년 10월 3일 - 12월 26일)
- 동쪽의 에덴 방송부 - 키무라 료헤이와 공동진행. (애니메이트 TV에서 방송, 2009년 4월 10일 - 2009년 10월 9일)
- 하늘 가는대로★방송실 - 이토 카나에와 공동진행. (애니메이션 공식사이트에서 방송, 2009년 6월 30일 - 2009년 9월 29일)
- 「하늘의 유실물」 웹 라디오, 소라오토~폴 인☆러브~ - 노미즈 이오리와 공동진행. (애니메이트 TV / 마린 엔터테인먼트에서 방송, 2009년 10월 1일 - 2010년 12월 24일)
- 「아크사인」 웹 라디오, 라디오의 타이틀을 이것저것 생각해봤지만 결국 당일까지 정하지 못해서 아슬아슬하게 아웃인 느낌으로 방송 시작한 라디오 - 야하기 사유리와 공동진행. (니코니코동화 내 한빗 채널에서 방송, 2009년 12월 25일 - 2010년 3월 26일)
- 세키레이 라디오 ~Pure Engagement~ (애니메이션 공식사이트에서 방송, 2010년 5월 7일 - 10월 22일)
- 창간! 코믹 어스스타 편집회의 (코믹 어스스타 웹사이트에서 방송, 2010년 8월 16일 - 12월 13일, 2011년 3월 11일)
- MM!라디오 제2봉사활동부 출장소 - 타케타츠 아야나와 공동진행. (란티스 웹 라디오 / 온센에서 방송, 2010년 9월 1일 - 12월 29일 )
- 스타 드라이버 라디오 은하 미소녀 아워 - #0、1、2、11、13 (HiBiKi Radio Station, 온센에서 방송, 2010년 9월 27일 - 2011년 4월 4일)
- 하야미 사오리의 프리스타일♪ (초! A&G+, 2011년 4월 5일 - )[14]
- 아오이, 사오리의 새 방송 (`・ω・´) (초! A&G+:2011년 6월 2일 - )[15]
- TARI TARI 라디오 느긋하게 여유롭게 방과후 일지 (온센, HiBiKi Radio Station, 2012년 6월 22일 - 9월 28일)